# Villars (Vaucluse)
Villars – miejscowość i gmina we Francji, w regionie Prowansja-Alpy-Lazurowe Wybrzeże, w departamencie Vaucluse.
Według danych na rok 2004 gminę zamieszkiwało 697 osób, a gęstość zaludnienia wynosiła 23.5 osób/km² (wśród 963 gmin regionu Prowansja-Alpy-W. Lazurowe Villars plasuje się na 452. miejscu pod względem liczby ludności, natomiast pod względem powierzchni na miejscu 342.).

## Populacja

Populacja Villars w latach 1962-2008